# Kosmos 419
Kosmos 419 (tiếng Nga: Космос 419), còn được gọi là 3MS No.170 là một phi thuyền của Liên Xô thất bại trong dự định đến thăm sao Hỏa. Tàu vũ trụ này được phóng vào ngày 10 tháng 5 năm 1971, tuy nhiên do sự cố trên bệ phóng, nó không thể rời khỏi quỹ đạo Trái Đất thấp.

## Bối cảnh
Năm 1971, sao Hỏa ở gần Trái Đất nhất kể từ năm 1956 và tháng 5 năm đó cả Liên Xô và Hoa Kỳ đã có những nỗ lực mới để tiếp cận Hành tinh Đỏ. Kosmos 419 được dự định vượt qua các đầu dò của Hoa Kỳ, Mariner 8 và Mariner 9, nhằm mục đích trở thành tàu vũ trụ bay vào quỹ đạo sao Hỏa đầu tiên. Như vậy, Mariner 8 đã thua trong một thất bại khởi động hai ngày trước khi Kosmos 419 được tung ra, và Mariner 9 tiếp tục trở thành phi thuyền đầu tiên bay lên quỹ đạo sao Hỏa.

## Phóng lên
Kosmos 419 là một trong ba phi thuyền Mars được Liên Xô phóng lên vào năm 1971, các tàu vũ trụ còn lại là Mars 2 và Mars 3; đưa ra ngày sau Kosmos 419. Không giống như phi thuyền 4M, Mars 2 và 3, Kosmos 419 là một phi thuyền 3MS chỉ bao gồm một quỹ đạo, không có tàu đổ bộ. Đó là phi thuyền thứ chín của Liên Xô được phóng lên sao Hỏa.

## Quỹ đạo
Một tên lửa mang tên Proton-K đã đưa thành công tàu vũ trụ và sân khấu Blok D lên một quỹ đạo đỗ xe thấp với một mũi đất dài 174 km (108 dặm) và một cây số 159 km (99 dặm) và độ dốc 51,4 độ. Bộ đếm thời gian đánh lửa của Blok D được đặt không chính xác, dẫn đến việc nó không bắt lửa; bộ hẹn giờ đã được thiết lập sao cho giai đoạn này sẽ bắt đầu 1,5 năm sau khi khởi động thay vì 1,5 giờ như dự định. Do quỹ đạo thấp của nó, nhanh chóng bị giảm độ cao, Kosmos 419 trở lại khí quyển Trái Đất vào ngày 12 tháng 5 năm 1971, hai ngày sau khi phóng.